# Paphiopedilum kolopakingii
Paphiopedilum kolopakingii é uma espécie de orquídea (Orchidaceae) do Sudeste Asiático.